# Deniz Cicek
Deniz Cicek (* 19. Oktober 1992 in Hannover) ist ein deutsch-türkischer Fußballspieler.

## Karriere
Nach seinen Anfängen in der Jugend des HSC Hannover wechselte er im Sommer 2008 in die Jugendabteilung des TSV Havelse. Nachdem er für seinen Verein zu ersten Einsätzen in der Regionalliga Nord gekommen war und im Jahr 2012 mit seinem Verein den Niedersachsenpokal gewinnen konnte, wechselte er im Sommer 2014 in die Regionalliga West zu den Sportfreunden Lotte. Mit seinem Verein gewann er 2015 den Westfalenpokal. Bereits zur darauffolgenden Saison erfolgte sein Wechsel zurück zum TSV Havelse. In der Saison 2020/21 gelang Cicek mit seiner Mannschaft der Aufstieg in die 3. Liga nach zwei 1:0-Siegen über den 1. FC Schweinfurt 05. Am 2. Oktober 2021, dem 11. Spieltag, gab er schließlich sein Profidebüt bei der 0:6-Heimniederlage gegen den 1. FC Kaiserslautern, wobei er in der 81. Spielminute für Yannik Jaeschke eingewechselt wurde.

## Erfolge
TSV Havelse
- Niedersachsenpokal-Sieger: 2011/12
- Niedersachsenpokal-Sieger: 2019/20
- Aufstieg in die 3. Liga: 2020/21

Sportfreunde Lotte
- Westfalenpokal-Sieger: 2014/15